# Cheffes
Cheffes é uma comuna francesa na região administrativa da Pays de la Loire, no departamento de Maine-et-Loire. Estende-se por uma área de 17,35 km². Em 2010 a comuna tinha 985 habitantes (densidade: 56,8 hab./km²).